# 三寶寺 (安江省)
三寶寺（Chùa Tam Bửu）是越南安江省的一座寺院，位於巴祝社的象山下，為越南國家級歷史遺蹟。

## 歷史
三寶寺的前身是一座位於農田中的簡單棚廟，勤王運動中的起義領導人吳利與黎文蜂和武文可於1877年至1879年間在美湫舉義，起義失敗後吳利帶領義軍撤退到象山下的安定村潛伏起來，並於1882年6月26日建了三寶寺作為接頭地點。勤王運動期間法軍多次在象山一帶圍剿義軍，在此期間三寶寺曾多次被法國軍隊燒毀，又多次重建。1885年，吳利聯合當地的高棉族發動起義，但很快被法國人鎮壓，法軍將包括三寶寺在內的整個安定村全部燒毀，隨後駐紮在永濟河沿線以便於監視和控制，吳利不得不帶著義軍撤到柬埔寨境内。1887年，法軍在圍剿中開槍打死8個村民，並將13人流放到崑崙島。同時強行遷徙了安定村的全部407戶近兩千位村民到巴祝村，至1888年底，義軍被迫撤離了象山地區。1978年4月13日紅色高棉砲擊三寶寺，造成40人死亡、20人受傷，4月20日下午3點紅色高棉的軍隊越過邊境，將在寺中避難的800多人趕到寺外的荒地殺害。1980年7月10日，越南政府將三寶寺列為國家級歷史遺蹟。

## 文物
吳利非常重視這座寺廟，派人到臥龍山砍伐橘子樹建造三寶寺，他親自主持設計了高約3m，長寬約2m和1.5m的龍庭，這被認為是為咸宜帝祈福的神龕。1885年4月21日，法國軍隊在越奸陳伯祿的帶領下劫掠象山一帶，將包括龍庭在內的許多有價值的宗教財產劫走，並將其帶回西貢博物館，直到1971年5月11日，除了下落不明的龍庭外的被劫寶物才被越南共和國政府歸還。因為不知道龍庭是否已為法國人所毀，所以三寶寺的管理委員會請人再建一座，新的龍庭和之前的不完全一樣，也沒有那麼漂亮，現在被用來祭祀吳利。

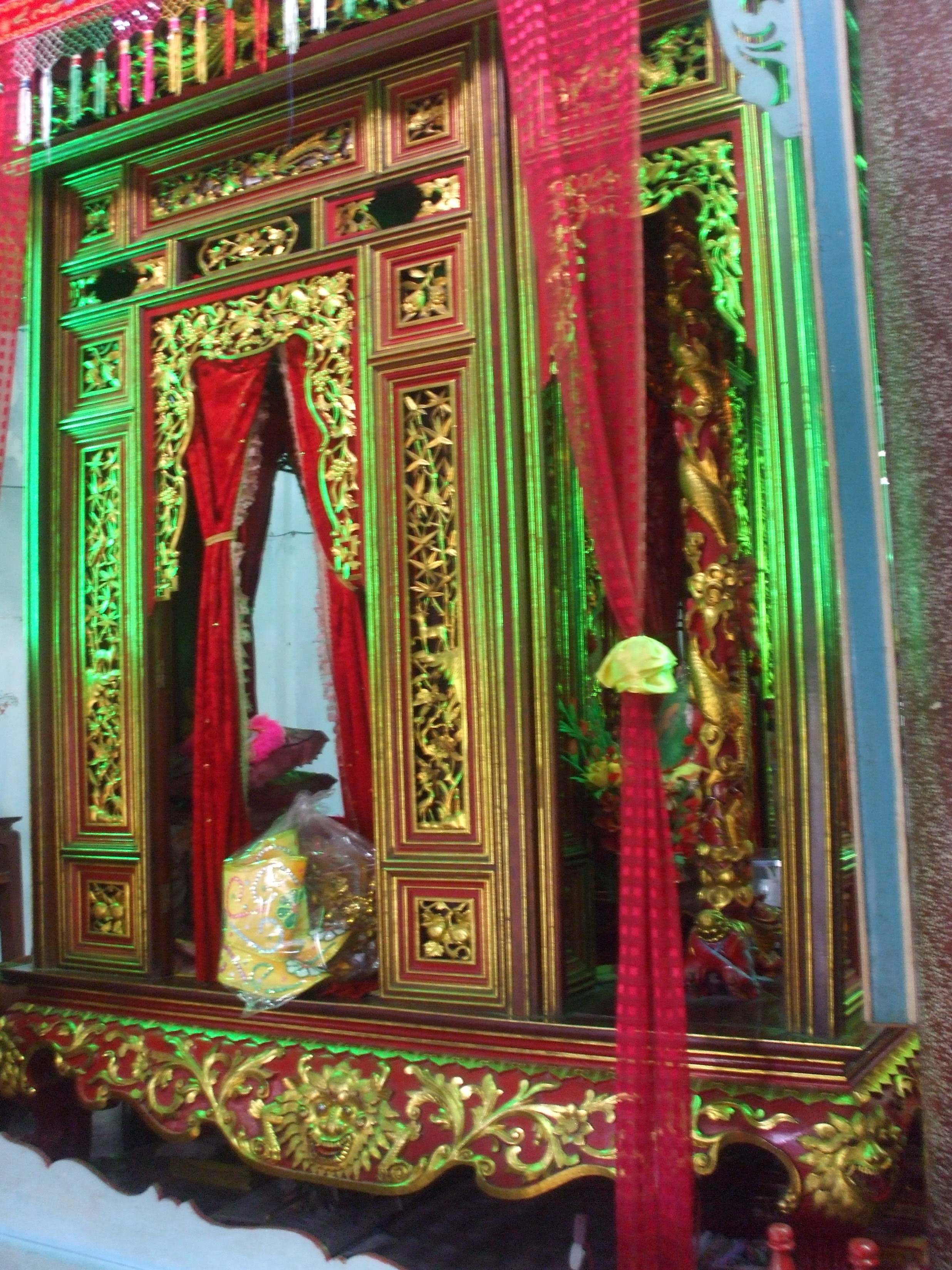
三寳寺的龍庭
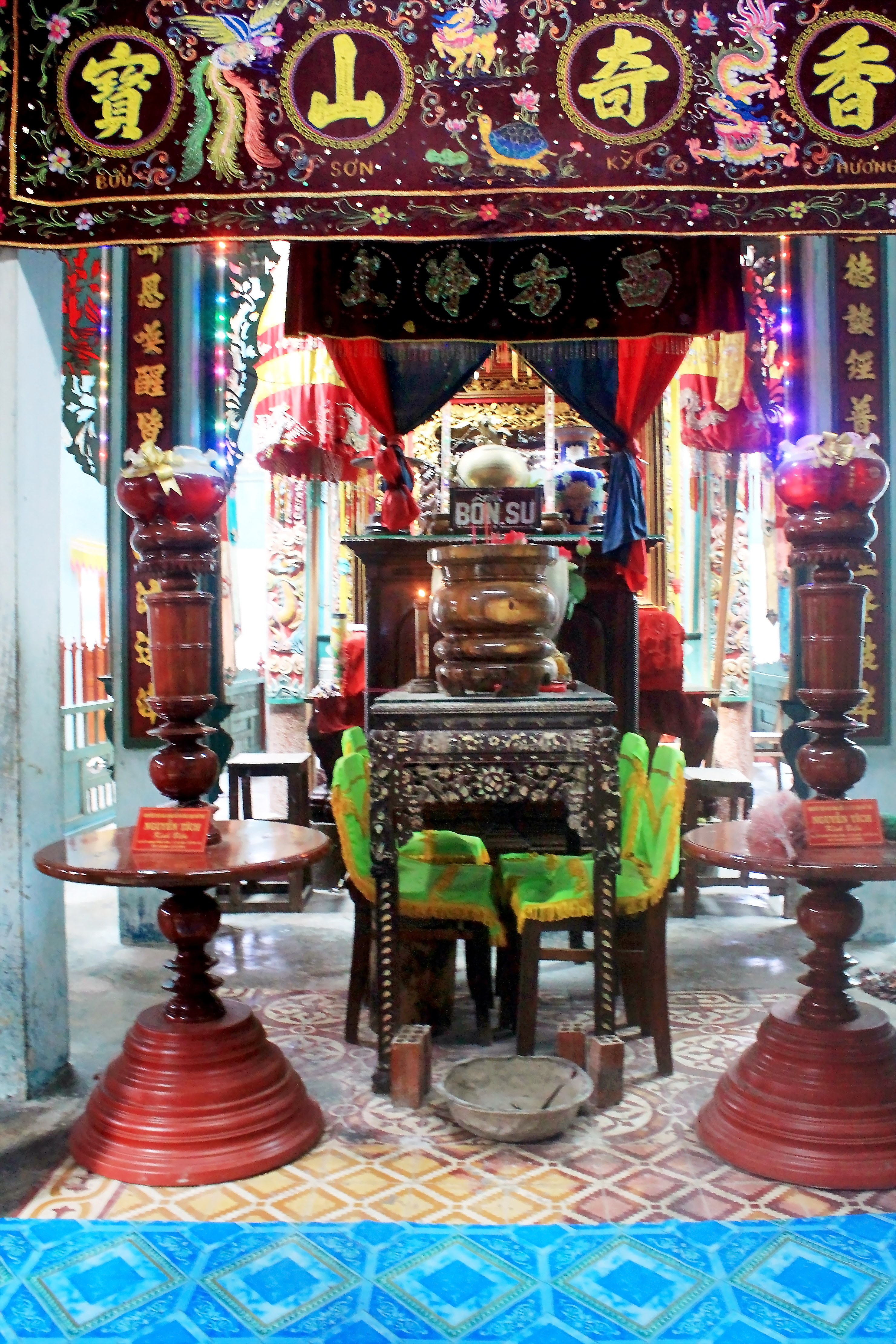
三寳寺的供桌
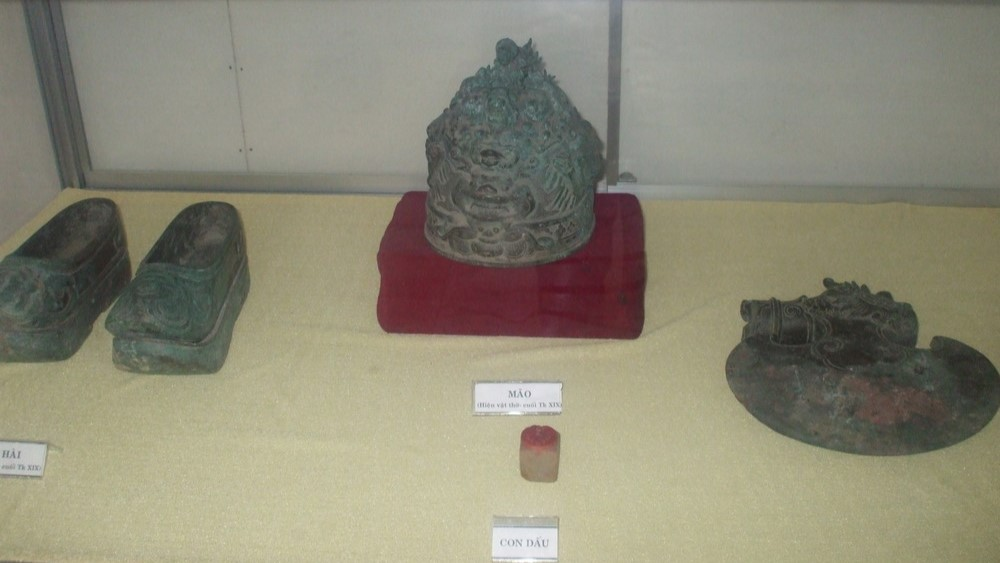
三寳寺藏有的文物